# Parròquia de Cīrava
La Parròquia de Cīrava (en letó: Cīravas pagasts) és una unitat administrativa del municipi d'Aizpute, Letònia. Abans de la reforma territorial administrativa de l'any 2009 pertanyia al raion de Liepaja.

## Pobles, viles i assentaments
- Akmene
- Cīrava
- Dzērve
- Dzērvenieki
- Marijas

## Hidrologia

### Rius
- Durba
- Akmene
- Rudite
- Ekabvalks